# والدو فرانك
والدو فرانك (بالإنجليزية: Waldo Frank)‏ (25 أغسطس 1889، لونغ برانش في الولايات المتحدة - 9 يناير 1967، وايت بلينس في الولايات المتحدة)؛ كاتب، صحفي وروائي أمريكي. درس في جامعة ييل.

## روابط خارجية
- والدو فرانك على موقع إن إن دي بي (الإنجليزية)